# Gaissa
Gaissene (fra nordsamisk: gáissá – «høj og spids fjeldtop») er et bjergområde i Troms og Finnmark fylke i Norge som skiller Finnmarksvidda fra Laksefjorden og Porsangen og strækker sig fra Stabbursdalen i vest til Laksefjordvidda i øst. De højeste toppe i Gaissene er Čohkarášša (1.139 moh.), Ruitogáisá (1.070 moh.) og Rásttigáisá (1.070 moh.) på grænsen mellem kommunerne Tana og Lebesby er højeste bjerg i begge kommuner. Lakselva, som munder ud i Porsangen, løber igennem Gáisene.
Gaissene er  dannet ved at de eokambriske lag (sparagmit) er skubbet op på grundfjeldet. Fjellene hører geologisk til de yngre bjergarter som ikke har latt seg slibe ned af ismassernes og klimaets hærgen. Gaisserne forvitrer langsomt og skaber ikke særlig næringsrig jord. Dette er karrige områder med beskeden vegetation. Plantevæksten er sparsom og store arealer giver et gråt og nøgent indtryk. 

## Eksterne kilder og henvisninger
1. ↑  "Store norske leksikon". Arkiveret fra originalen 14. februar 2013. Hentet 9. oktober 2011.

70°N 25°Ø / 70°N 25°Ø